# Pro 12

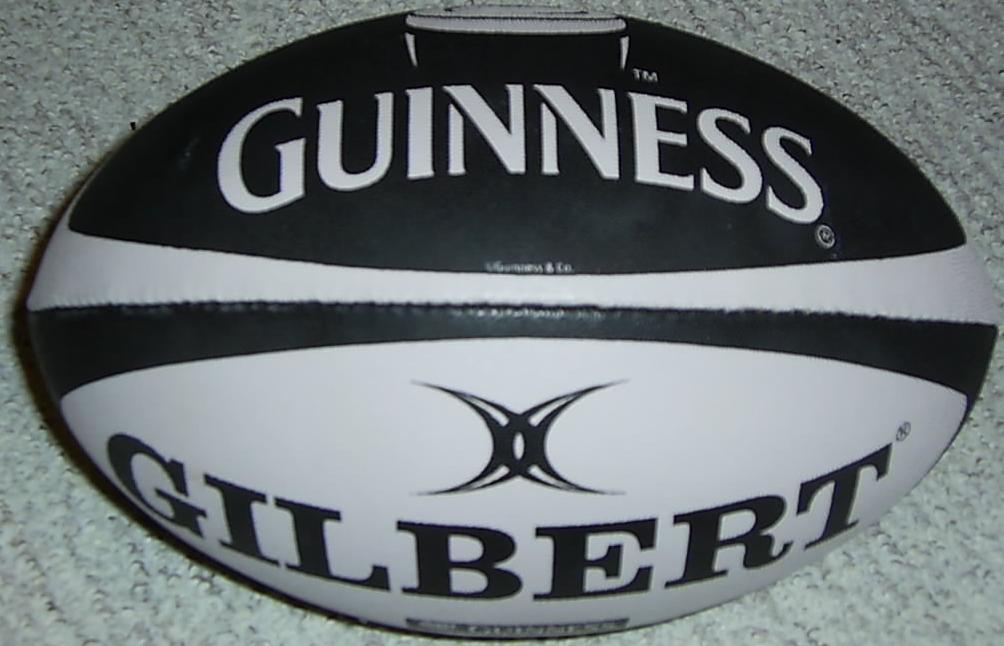
Pro 12 Guinness rugbybal (quanco)

De Pro 12 (gekend als Guinness Pro12 omwille van de sponsoring) is een Rugby union competitie die gespeeld wordt tussen ploegen uit Ierland (inclusief Noord Ierland), Italië, Schotland en Wales. De Pro 12 is een van de 3 grootste rugby competitie op het Noordelijk Halfrond, samen met de English Premiership en de Franse Top 14. De competitie staat ook bekend als 'The Celtic League' maar heeft zijn naam gewijzigd sinds de integratie van de Italiaanse teams in 2010-2011. De competitie leent zijn naam aan sponsors, daarom is de competitie ook wel gekend als RaboDirect Pro 12 en voorheen de Magners League. De huidige kampioen is Ospreys.

## Teams 2012-13

Ierse Rugby Provincies

Welshe Rugby Regio's

| Team                  | Stadion (capaciteit)                                                                           | Stad,regio                     |
| --------------------- | ---------------------------------------------------------------------------------------------- | ------------------------------ |
| Benetton Treviso      | Stadio Comunale di Monigo, (6,700)                                                             | Treviso, Veneto, Italië        |
| Cardiff Blues         | Cardiff City Stadium (26,828)                                                                  | Cardiff, Wales                 |
| Connacht              | Galway Sportsgrounds (5,500)                                                                   | Galway, Ierse Republiek        |
| Edinburgh             | Murrayfield Stadium (67,130, gelimiteerd tot 12,464 zitjes voor de Magners League wedstrijden) | Edinburgh, Schotland           |
| Glasgow Warriors      | Firhill Stadium (10,921)                                                                       | Glasgow, Schotland             |
| Leinster              | RDS Arena (18,500) & Aviva Stadium (51,700)                                                    | Dublin, Ierse Republiek        |
| Munster               | Thomond Park (26,500) & Musgrave Park (8,300)                                                  | Limerick/Cork, Ierse Republiek |
| Newport Gwent Dragons | Rodney Parade (11,676)                                                                         | Newport, Wales                 |
| Ospreys               | Liberty Stadium (20,532)                                                                       | Swansea, Wales                 |
| Scarlets              | Parc y Scarlets (14,870)                                                                       | Llanelli, Wales                |
| Ulster                | Ravenhill Stadium (12,300)                                                                     | Belfast, Noord Ierland         |
| Zebre                 | Stadio XXV Aprile (3,500) & Stadio Città del Tricolore (20,084)                                | Parma, Emilia-Romagna, Italië  |